# Forsøg på troskab
Forsøg på troskab (russisk: Испытание верности) er en sovjetisk dramafilm fra 1954 af Ivan Pyrjev.

## Handling
Filmen handler om en række dramaer i arbejderen Jegor Lutonins familie.  
Lutonins ældste datter, Olga, er gift med Andrej Kalmykov, der er hende utro med en anden kvinde. Lutonins yngste datter, Varja, er forelsket i en kollega på bilfabrikken, men Lutonin kan ikke lide hendes kæreste og vil ikke give sit samtykke til et ægteskab, hvilket viser sig at være en klog beslutning. 

## Medvirkende
- Sergej Romodanov som Jegor Lutonin
- Marina Ladynina som Olga Kalmykova
- Leonid Gallis som Andrej Kalmykov
- Vasilij Toporkov som Savva Rjabtjikov
- Nina Grebesjkova som Varja Lutonina